# Лаура Фермі
Лаура Капон Фермі (Рим, 16 червня 1907 — Чикаго, 26 грудня 1977) — італійська та американська письменниця та політична діячка. Дружина фізика, лауреата Нобелівської премії Енріко Фермі. Відома своєю книгою спогадів про своє життя з Енріко Фермі «Атоми у нас вдома», іншими книгами мемуарного та науково-популярного жанру. Учасниця конференції, яка призвела до створення Міжнародного агентства з атомної енергії.

## Біографія
Лалла «Лаура» Капон народилася в Римі в 1907 році. Вона була другою дитиною адмірала Аугусто Капона (Венеція, 3 листопада 1872 — Освенцим, 23 жовтня 1943) і Костанци Романеллі (1880 — до 1943). У неї були старша й молодша сестри та молодший брат. Капон познайомилася з Енріко Фермі, коли вона була студенткою кафедри загальних наук у Римському університеті. Вона одружилась з Фермі в 1928 році.
У них було двоє дітей: дочка Нелла (1931—1995) і син Джуліо (1936—1997), названий на честь старшого брата Енріко, який помер у 1915 році. Коли їхня донька Нелла почала ходити, Лаура Фермі подумала, що має забагато вільного часу, і тоді чоловік порадив їй почати писати справжню книгу. Скориставшись знаннями фізики її подруги Джінестри Амальді, вона написала книгу про алхімію та ядерну трансмутацію, яка була опублікована видавництвом у Мілані.
У 1938 році Фермі емігрували до Сполучених Штатів, щоб уникнути антиєврейських законів фашистського уряду Беніто Муссоліні. Лаура була єврейкою. Вони поїхали до Стокгольма, щоб отримати Нобелівську премію Фермі, і вирушили зі Стокгольма до Сполучених Штатів, де Фермі обійняв посаду в Колумбійському університеті. Вони були натуралізовані як американці в 1944 році.
У 1954 році Лаура знову почала писати. Її книга «Атоми у нас вдома» (Atoms in the Family) про її життя з Енріко з'явилася незадовго до того, як він помер від раку шлунка.
У серпні 1955 року Лаура поїхала до Женеви на Міжнародну конференцію з використання атомної енергії в мирних цілях, яка призвела до створення Міжнародного агентства з атомної енергії. Лаура Фермі була офіційним істориком конференції та опублікувала книгу «Атоми для світу» (Atoms for the World), описавши в ній роботу конференції.

У її книзі «Визначні емігранти» (Illustrious Immigrants) вона розповідала про «багатьох найрозумніших і найкраще підготовлених чоловіків і жінок Європи, які відразу стали помітними серед середнього класу Америки як сусіди, вчителі та колеги» в 1930—1941 роках. Це були,
чоловіки та жінки, які приїхали до Америки повністю готовими, так би мовити, зі своїми докторськими ступенями та дипломами художніх академій чи музичних консерваторій у кишенях, і які продовжили займатися інтелектуальними пошуками в цій країні. Їхня кількість і висока позиція багатьох з них роблять їх унікальним явищем.
Вона зазначила: «Життя багатьох лікарів спочатку було важким, але саме у юристів навчання виявилося найменш придатним для експорту, і їм найчастіше доводилося шукати нові засоби до існування». З іншого боку, найбільш вплинули емігранти на психоаналіз і ядерну науку.
Лаура Фермі померла від зупинки серця в 1977 році.

## Публікації
- 1936: (з Джинестрою Амальді) Alchimia del Tempo Nostro (італ.)
- 1954: Atoms in the Family: My Life with Enrico Fermi, University of Chicago Press ISBN 0-88318-524-5 (англ.)
- 1957: Atoms for the World: United States participation in the Conference on the Peaceful uses of Atomic Energy, University of Chicago Press, ISBN 0-88318-524-5 (англ.)
- 1961: Mussolini, University of Chicago Press ISBN 0226243753 (англ.)
- 1961: The Story of Atomic Energy, Random House LCCN 61007589-{{{3}}} OCLC 1406822 (англ.)
- 1961: (з Джильберто Бернардіні[it]) Galileo and the Scientific Revolution, Basic Books ISBN 0-486-43226-2 (англ.)
- 1968: Illustrious Immigrants: The Intellectual Migration from Europe 1930–41, University of Chicago Press, ISBN 0-226-24378-8 (англ.)